# Pelvis (grupo musical)

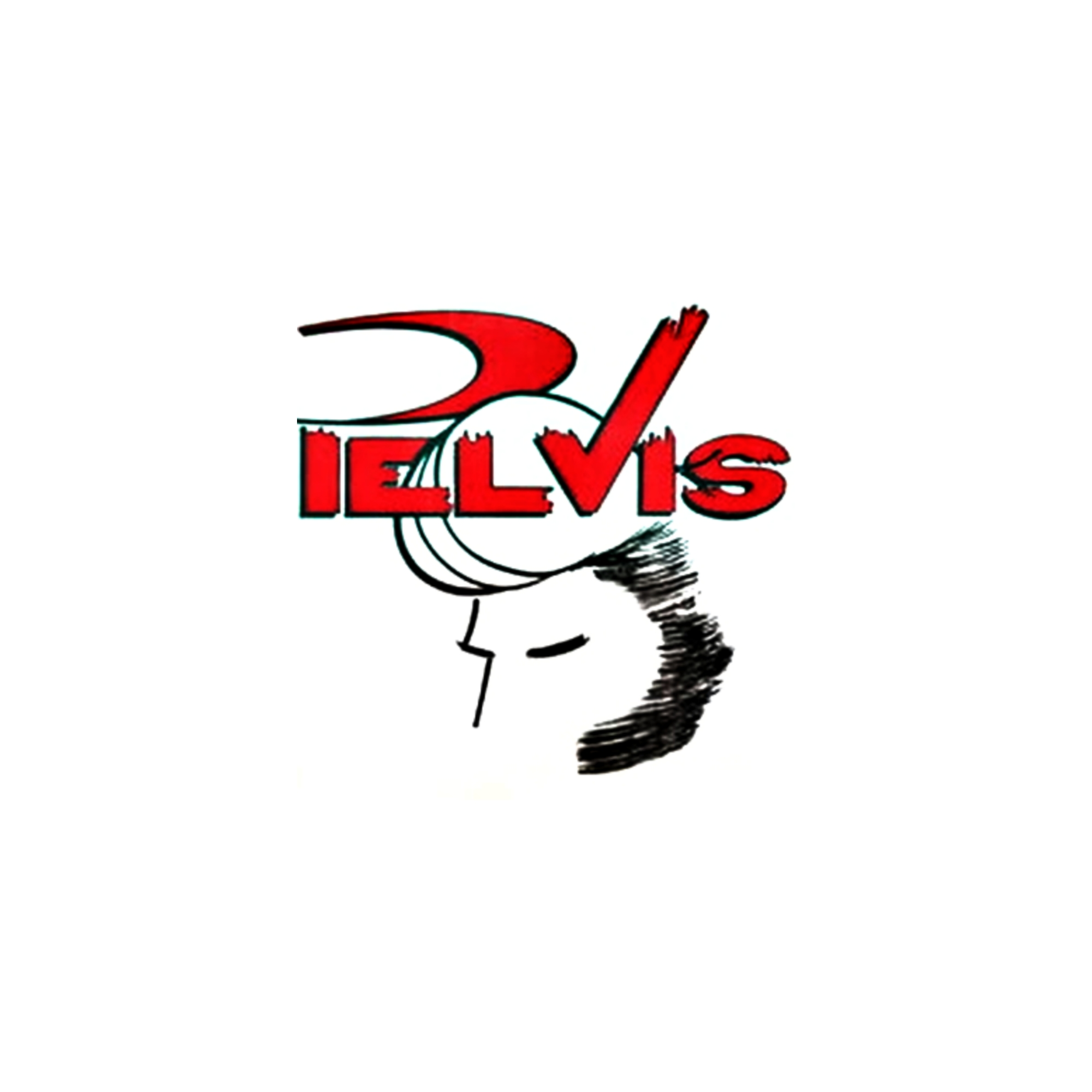

Pelvis es un grupo musical argentino del género rockabilly y rock and roll surgido en la década de los 80s y que permaneció vigente a lo largo de los años con distintas formaciones, separaciones y reencuentros. Son considerados como el primer grupo de rockabilly argentino y una banda pionera en este mismo género en Sudamérica.

### Historia
Pelvis fue fundada originalmente como trío a mediados de los 80s por el exbajista del grupo Orions, Ronny Bar quien estaría a cargo del bajo, contrabajo y voz,  Aldo McCrina en guitarra y voz  y  Loquillo Amoza en batería, bautizada con ese nombre en honor al cantante e ícono de la cultura popular del siglo XX Elvis Presley. Posteriormente en el año 1986 con la incorporación de Danny Sommers en saxo, el grupo se lanza a tocar en cuanto show les ofreciesen.
Mundi Epifanio, mánager de los V8 y Los Violadores, tras verlos tocar en vivo en el bar La Esquina del Sol, le ofrece al grupo  grabar su primer disco en 1987, teniendo como hit al tema "Frívola" de gran difusión radial, llegando al Top # 5 en Perú. Posteriormente, Pelvis actuaría junto a otros grupos como Divididos y La Portuaria en el estadio Obras, siendo destacado por la crítica del momento. Para fines de los años 80s el grupo había alcanzado una importante notoriedad y comenzaba a formar parte del jey set local, frecuentando eventos sociales junto a estrellas del espectáculo musical y actoral del momento.
En 1990 el cantante argentino Sandro se interesa por el grupo y los invita a grabar en su propio estudio de Banfield, el segundo álbum de la agrupación, encargándose él mismo de la producción. Sandro cantaría el fragmento de Hound Dog dentro del tema de Pelvis  "Quiero ser un rocker". Pelvis se consagraría como el primer y único grupo en ser apadrinado por el "astro de América", lo cual constituiría un orgullo para la agrupación.
"Indomables" fue el título de la tercera placa del grupo, producida por Polygram en 1992 y que incluía “Llegar a mi”, “Presumida” y “A las ocho rock and roll” como sus principales cortes… Este material fue presentado durante todo el verano de ese año, en Villa Gesell, junto a varios invitados: Moris, Héctor Starc, Alejandro Medina, entre otros, y posteriormente en extensas giras por varias provincias argentinas (Córdoba, Santa Fe, La Rioja, etc) 
Luego de ocho años, y con centenares de actuaciones en vivo e innumerables programas de TV detrás de sí, la banda decide separarse en el verano del '93. Tras el fallecimiento de Macrina en febrero del '96 y el retiro de la música de Danny Somers, Ronny y Loquillo se reunieron en septiembre del 2000 para la segunda etapa de la banda: Danny Burton se convirtió en el nuevo guitarrista. El debut de esta versión siglo XXI fue el 13 de diciembre del 2000 en el Club del Vino de Buenos Aires, con Tavo Kupinski de Los Piojos y Willy Krook como invitados.  Ese verano grabaron en forma independiente "Pelvis is Back", una recopilación de los mejores temas de la banda.
En el 2001 viajaron a España, donde permanecieron por más de un año tocando en Madrid y varias ciudades y pueblos del centro de la península ibérica, hasta que, después del regreso de Ronny a la Argentina se disolvieron. 
En 2014, tras un reencuentro de varios años sin contacto, Ronny y Loquillo, en forma casi natural, formaron nuevamente PELVIS, debutando en The Cavern, en el Paseo La Plaza en noviembre de ese año, y desarrollando una intensa actividad, que incluyó innumerables presentaciones en locales de la Ciudad y el Gran Buenos Aires, participando en julio de 2016 en el Festival del Bicentenario en Caseros frente a 10.000 personas, tocando en septiembre de ese mismo año delante de 25.000 personas en el Festival de San Pedro y viajando a Sao Paulo en Brasil, donde se presentaron con un éxito sin precedentes delante de una audiencia absolutamente fanática de la banda, conociendo todas las letras y cantando todos los temas durante todo el concierto, esta gran vuelta de Pelvis fue posible bajo la mano de Hernán Vatteone @hernanvatt como guitarrista para Pelvis, aclamado por la escena, supo darle a la banda lo que todos buscan, querer volver a escuchar y vivir, VATT le hace honor a la historia, al sonido, al movimiento y la estética 50s que algunos pudimos ver en vivo en sus principios con Aldo macrina, quien llevó en la guitarra el sonido rockabilly a los corazones de las familias, como guitarrista en el género. Ahora las generaciones que solo conocieron a Pelvis por TV, historias y en las redes pueden vivirlo. Las leyendas nunca mueren y el rnr es historia que se siente en el corazón.
Tras realizar una segunda gira a Brasil en mayo de 2017, cerraron la jornada de Rock del Festival de San Pedro en septiembre, y culminaron el año participando del ciclo Héroes del Rock Nacional en el Teatro Gran Rivadavia de Buenos Aires junto a figuras como Ricardo Soule y Alma y Vida en diciembre. Al año siguiente, participaron del Festival Mariposas de Madera, junto a León Gieco, Nito Mestre, Litto Nebbia, Raúl Porchetto, Alma y Vida y otros grandes del Rock Nacional.
A fines de septiembre, se presentaron por tercer año consecutivo del emblemático Festival de San Pedro. Hoy en día, convertida en una indiscutida banda de culto, y ante el sostenido apoyo de sus fanes de Argentina y del resto de Latinoamérica, Pelvis encara el futuro con alegría y entusiasmo

## Discografía
- 1987 "Pelvis"
- 1990 "Pelvis 2" [9]
- 1992 "Indomables" [10]
- 2000 "Pelvis is Back"
- 2022 "Rendezvous"

## Integrantes

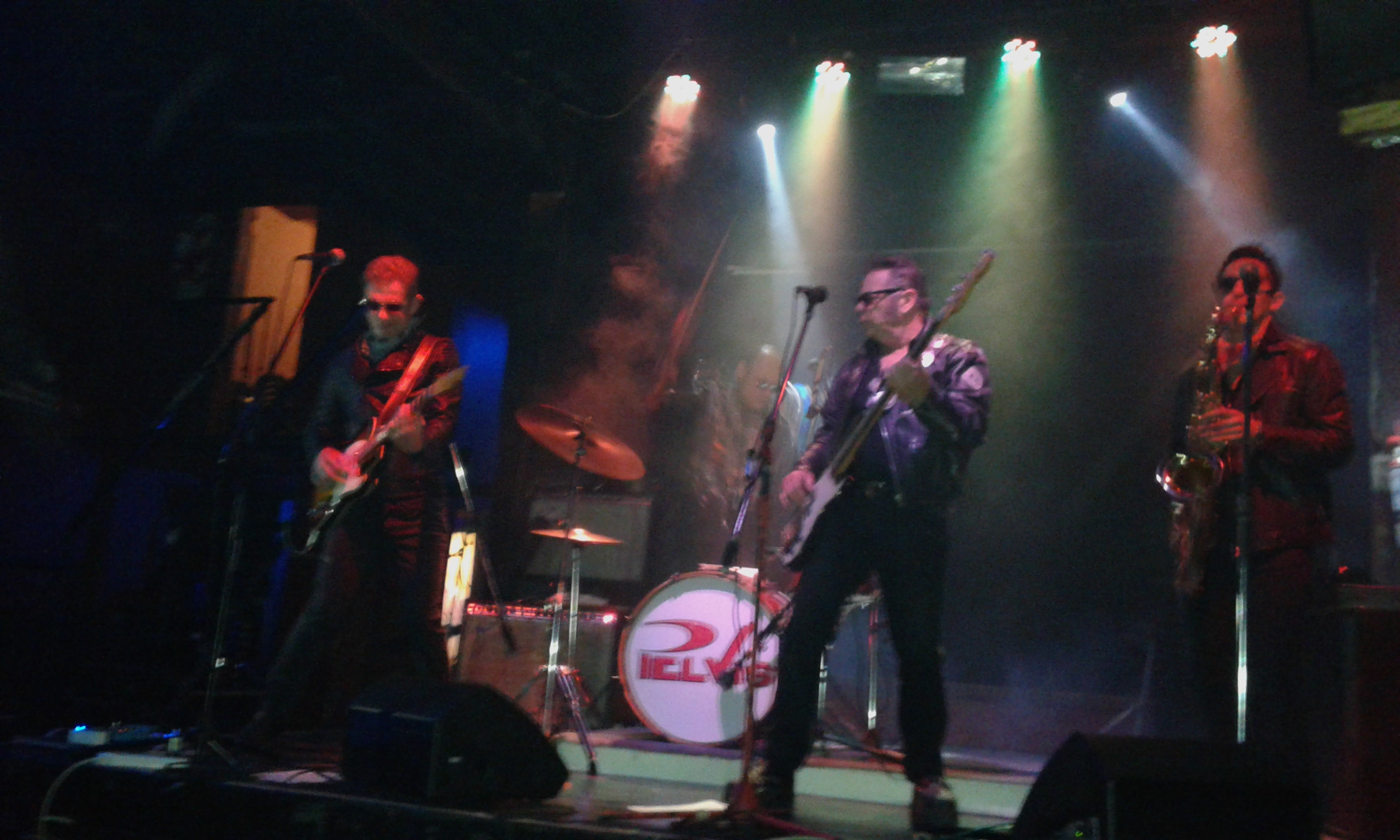
El grupo Pelvis durante un recital en Capital Federal a mediados del año 2018

A lo largo de los años el grupo Pelvis ha contado con diversas formaciones así como también con músicos invitados que no formaron oficialmente parte del grupo, siendo Ronny Bar y Loquillo Amoza los miembros omnipresentes en todas las formaciones.
Ronny Bar voz, bajo y contrabajo 
Loquillo Amoza batería y voz
Aldo McCrinna guitarra y voz (†)
Danny Sommers saxo y guitarra rítmica
Danny Burton guitarra
Ale Leoni guitarra y coros
Guido Imperiale saxo, armónica y coros
Hernan Vatteone guitarra y coros